# Мітрохово
Мітро́хово (рос. Митрохово) — присілок у складі Афанасьєвського району Кіровської області, Росія. Входить до складу Пашинського сільського поселення.
Населення становить 3 особи (2010, 10 у 2002).
Національний склад станом на 2002 рік — росіяни 50 %, комі-перм'яки 50 %.